# Zamek Górny w Wilnie
Zamek Górny w Wilnie (lit. Vilniaus aukštutinė pilis) – zamek wybudowany w średniowieczu na szczycie Góry Zamkowej w Wilnie wcześniej zwanej Turzą.

## Historia
W XIV wieku Giedymin wzniósł na miejscu drewnianej murowaną warownię. Gdy w 1419 roku obiekt ten spłonął, książę Witold polecił zbudować nowy murowany zamek w stylu gotyckim. Zamek składał się z Domu Zamkowego od strony wschodniej, wielobocznej wieży zachodniej (zachowanej do dzisiaj i zwanej Wieżą Giedymina), wielobocznej wieży południowej od strony miasta oraz bramy zlokalizowanej od strony północnej. Od czasów Aleksandra I Jagiellończyka na zamku mieściły się ludwisarnia i więzienie. Zygmunt II August odnowił Dom Zamkowy i umieścił w nim swoją bibliotekę. Zamek uległ zniszczeniu w czasie najazdu moskiewskiego w latach 1655–1661. W 1661 roku bronił się w nim garnizon moskiewski, którym dowodził gubernator Daniło Myszecki (Myszeckij), jednak 3 grudnia 1661 roku moskiewska załoga, uwięziwszy swojego dowódcę, poddała się królowi Janowi Kazimierzowi, a nieprzyjacielscy żołnierze przeszli na służbę Rzeczypospolitej. Natomiast Myszecki za zbrodnie popełnione podczas okupacji Wilna został ścięty na miejskim rynku. Pod koniec XVIII wieku rozebrano basztę południową od strony miasta i obniżono wieżę zachodnią. Częściowo zachowaną zachodnią basztę, zwaną dziś Giedymina, w 1830 podwyższono o drewnianą czworoboczną nadbudówkę, którą rozebrali polscy konserwatorzy około 1930 roku. W latach 1938–1939 polscy konserwatorzy zrekonstruowali jedno piętro na Wieży Giedymina. W dniu 20 września 1939 roku Rosjanie zrzucili z wieży polską flagę i pozwolili 27 października wywiesić zamiast niej flagę litewską. Około godziny 11 w dniu 13 lipca 1944 roku po operacji Ostra Brama, w trakcie której wypędzono Niemców z Wilna, żołnierze AK pchor. Jerzy Jensz „Krepdeszyn” i kpr. Artur Rychter „Zan”, zawiesili na wieży biało-czerwoną flagę, którą jednak szybko usunęli nowi okupanci, wywieszając flagę sowiecką Baszta została poważnie uszkodzona w czasie II wojny światowej i w okresie LSRR odbudowana w latach 1956–1960 z przeznaczeniem na Muzeum Zamku Wileńskiego. 

W połowie północnego zbocza Góry znajduje się placyk, na którym w 1863 roku w nocy Rosjanie pogrzebali zwłoki straconych na Łukiszkach uczestników powstania styczniowego. Na wiosnę 1921 w tym miejscu ustawiono krzyż drewniany wykonany według projektu Antoniego Wiwulskiego. W 1925 roku obok wspomnianego krzyża władze Wilna postawiły dwie tablice pamiątkowe w języku polskim – na jednej napisano „Nieznanemu żołnierzowi”, na drugiej – nazwiska 22 powstańców straconych w 1863 i 1864 roku na placu Łukiskim, między innymi przywódców powstania styczniowego na Litwie: Zygmunta Sierakowskiego, Konstantego Kalinowskiego, Bolesława Kajetana Kołyszkę oraz ks. Stanisława Iszorę. Pomnik zniszczyli Sowieci w 1940 r. Na początku 2017 roku na zboczu góry archeolodzy odnaleźli grób polskiego generała Zygmunta Sierakowskiego.

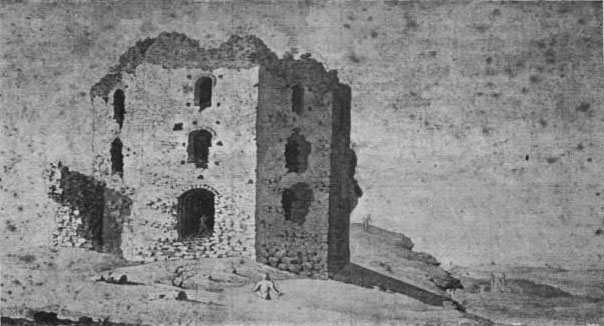
Baszta Zachodnia (Giedymina)
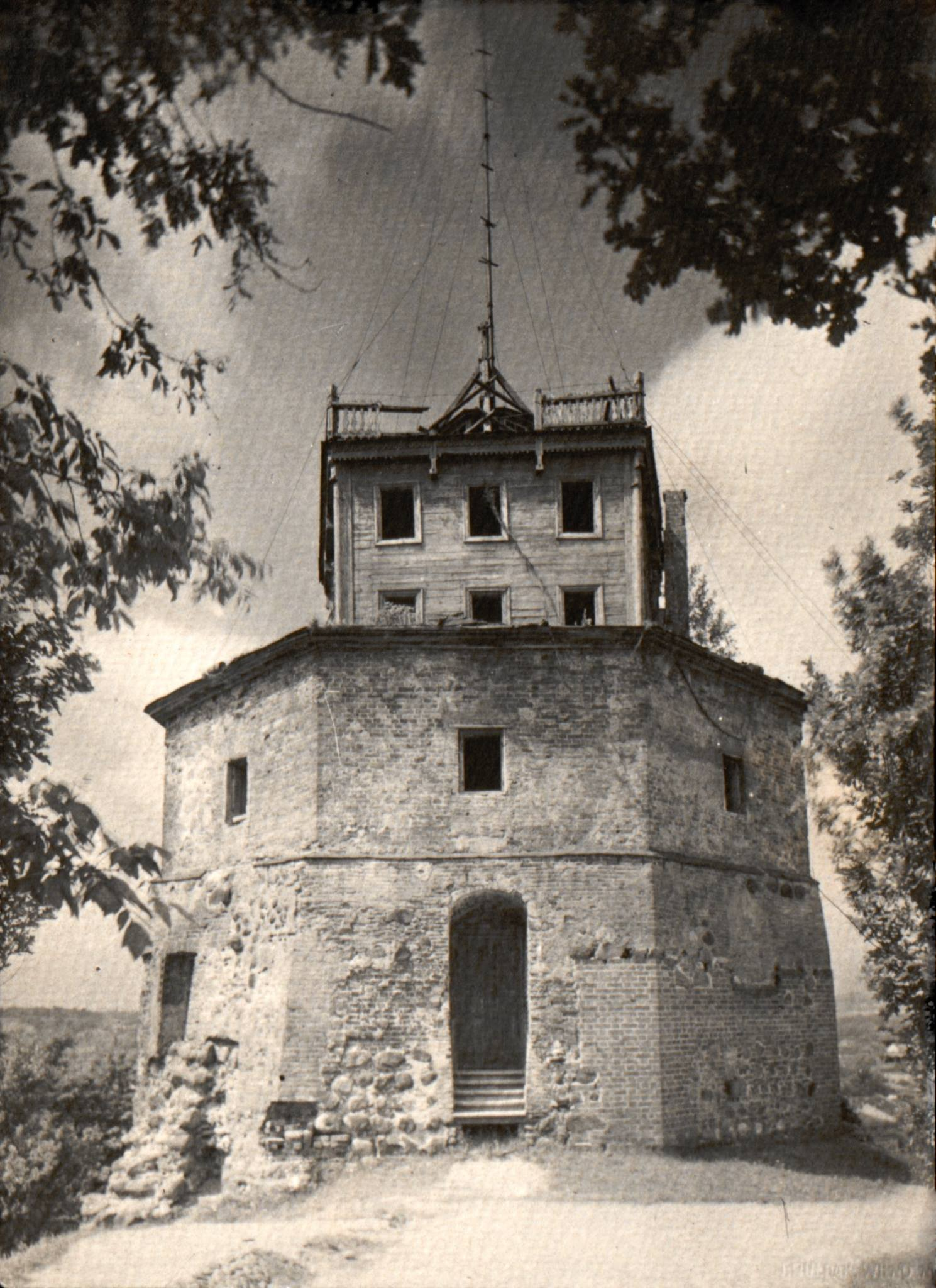
Baszta Zachodnia w 1912
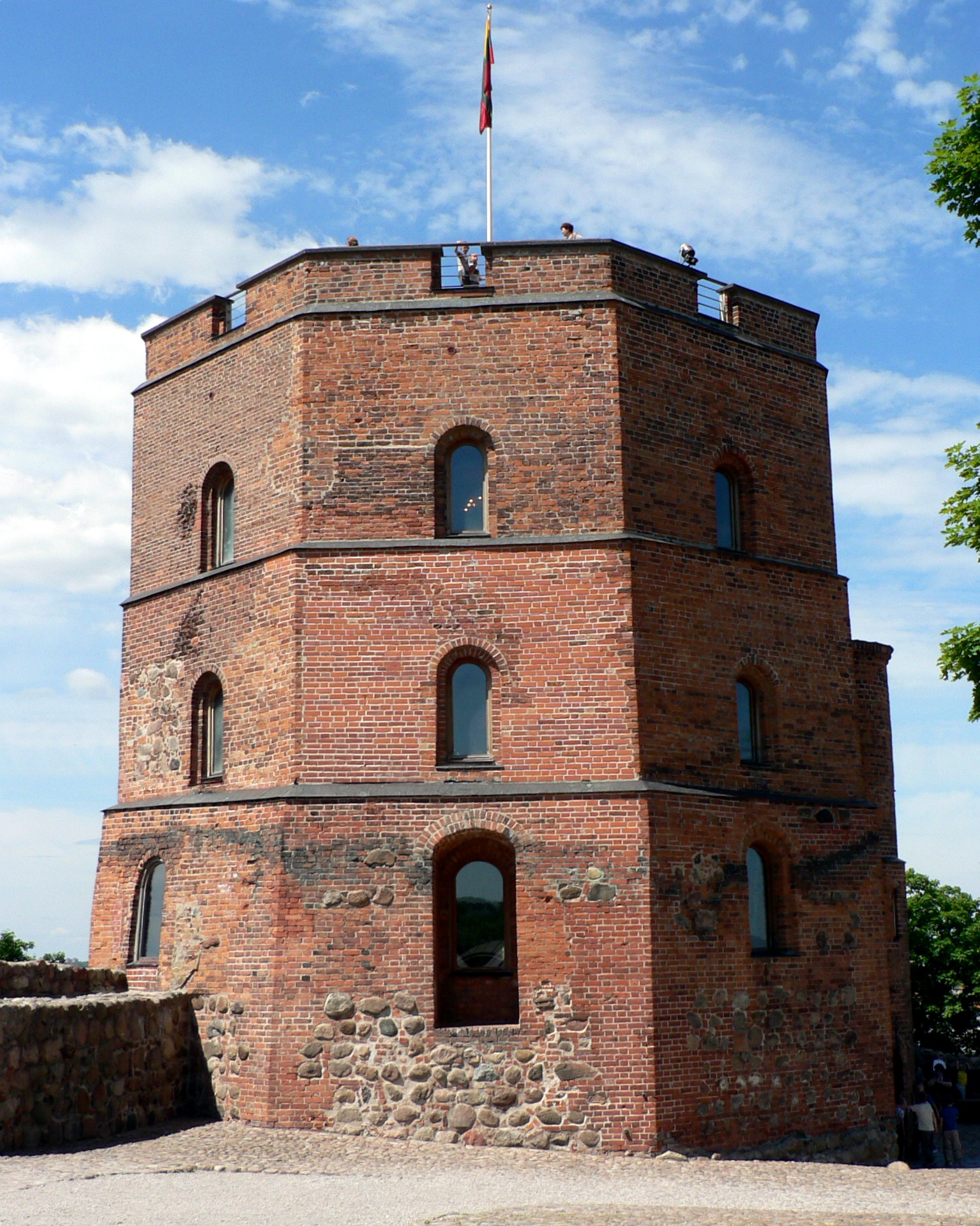
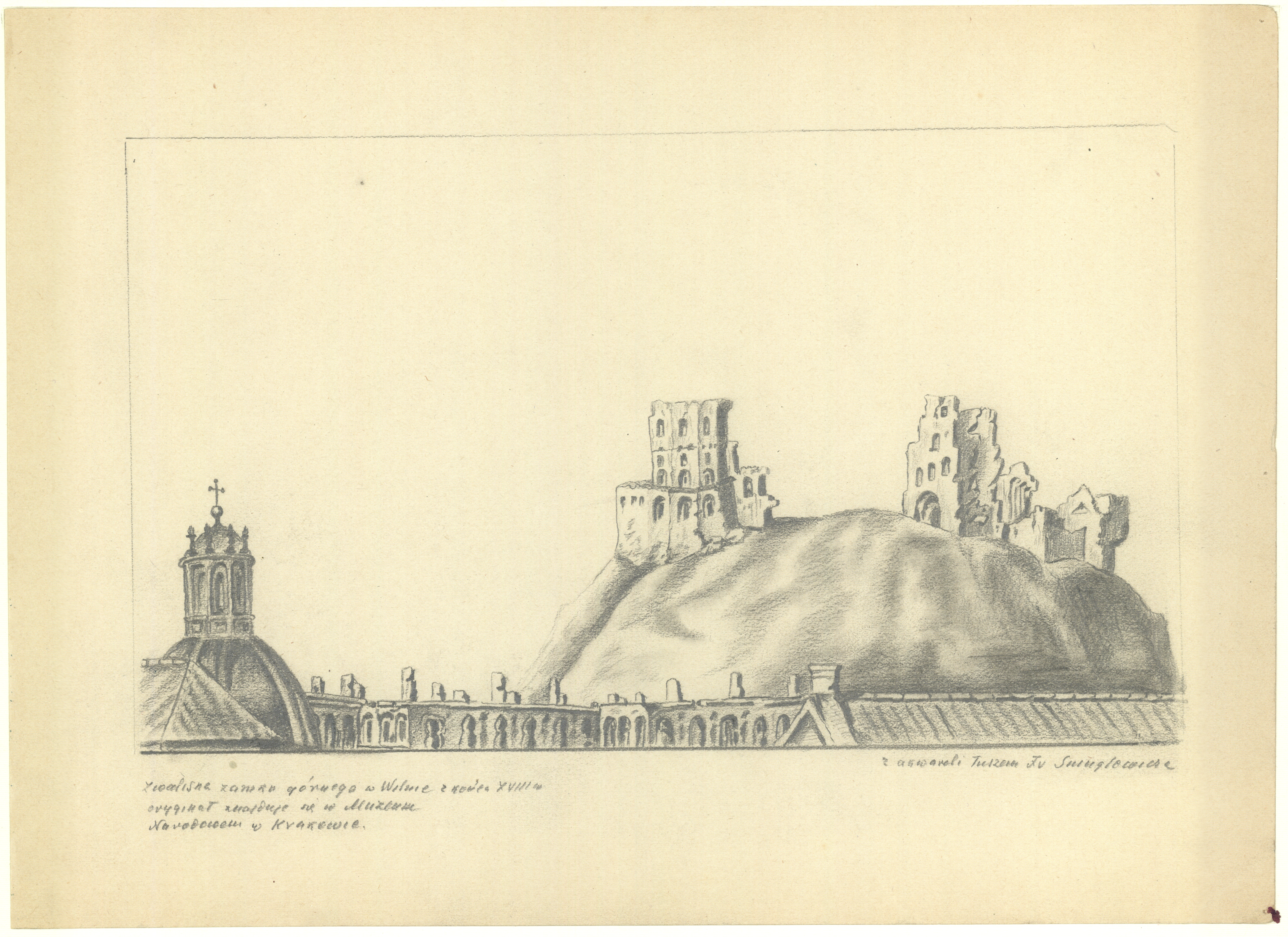
1800
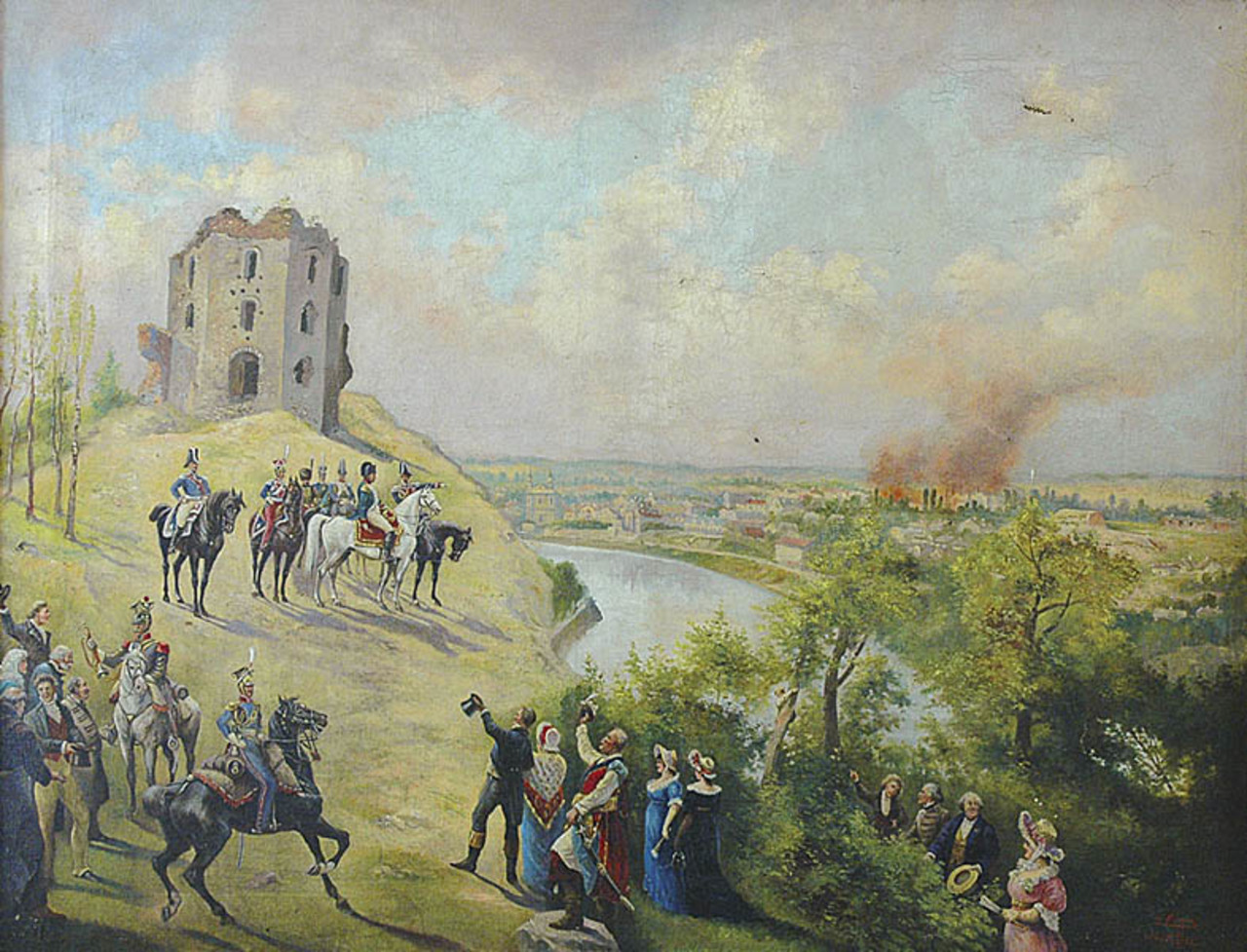
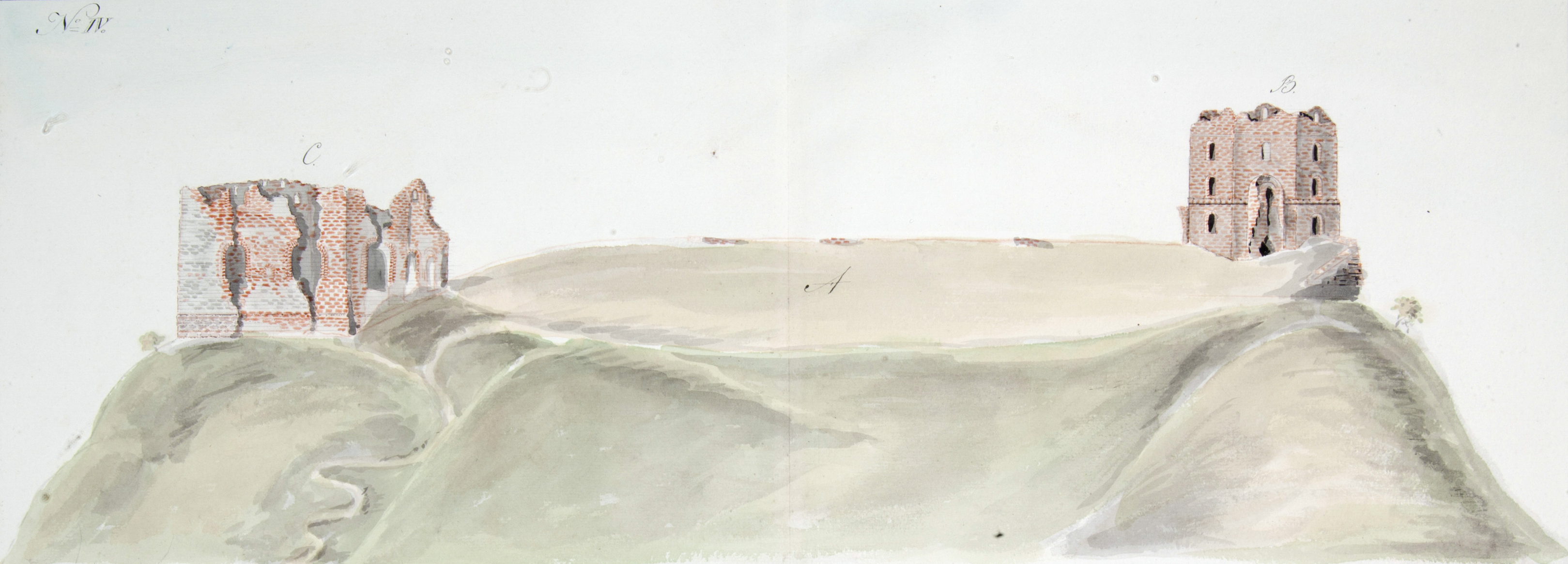
1827
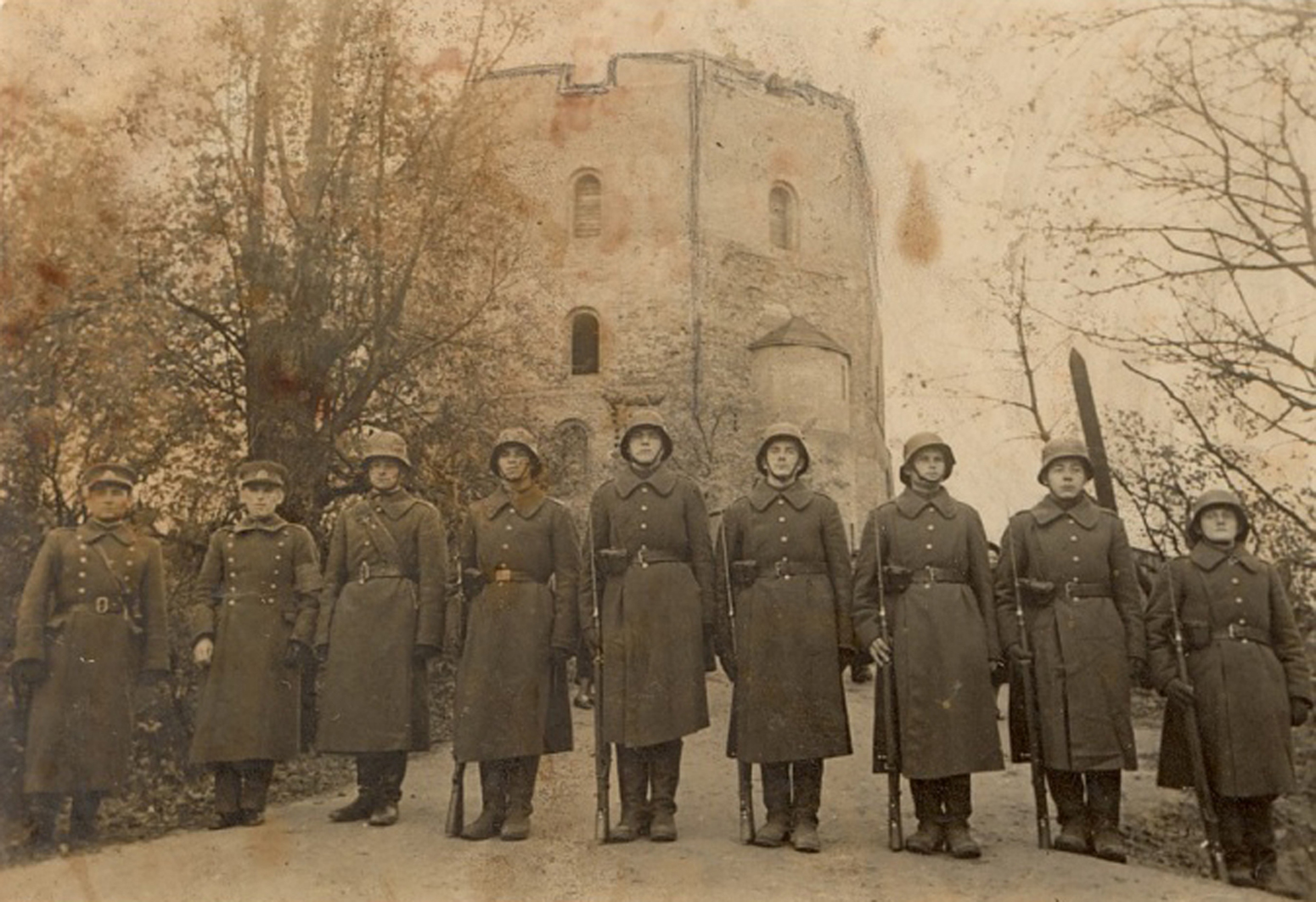
Litewscy żołnierze na zamku Górnym podczas okupacji Wilna w 1939 roku
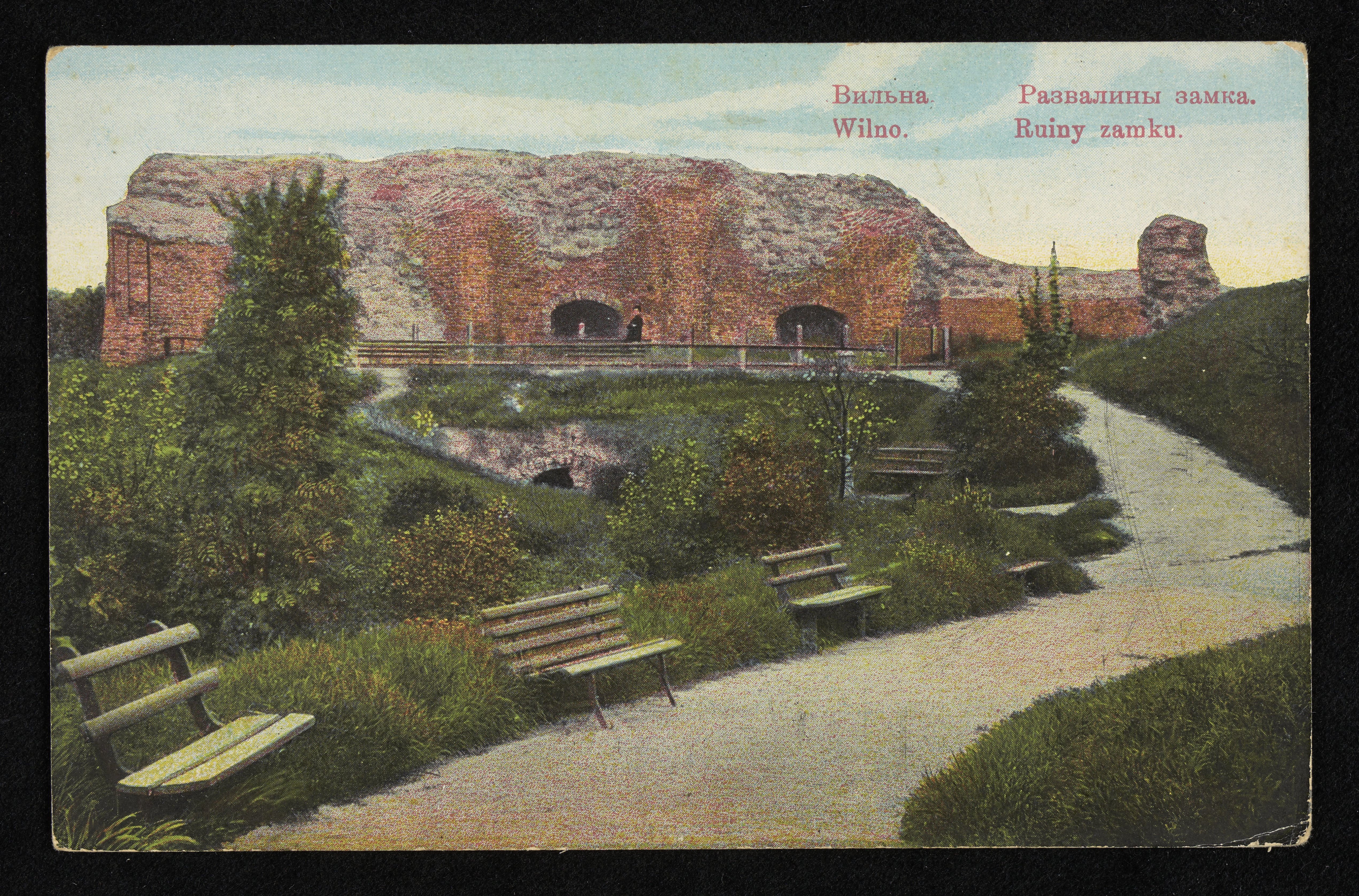
Ruiny gotyckiego Domu Zamkowego